# モクチャウ
モクチャウ市社（ベトナム語：Thị xã Mộc Châu / 市社木州?）はベトナム社会主義共和国ソンラ省にある市社である。

## 行政区画
以下の8坊7社から構成される。
- ビンミン坊（Bình Minh / 平明）
- コードー坊（Cờ Đỏ / 旗赭）
- ドンサン坊（Đông Sang / 東創）
- モクリー坊（Mộc Lỵ / 木莅）
- モクサン坊（Mộc Sơn / 木山）
- ムオンサン坊（Mường Sang / 芒創）
- タオグエン坊（Thảo Nguyên / 草原）
- ヴァンソン坊（Vân Sơn / 雲山）
- チエンチュン社（Chiềng Chung / 呈鐘）
- チエンハック社（Chiềng Hắc / 呈黑）
- チエンクア社（Chiềng Khừa / 呈誇）
- チエンソン社（Chiềng Sơn / 呈山）
- ドアンケット社（Đoàn Kết / 團結）
- ロンサップ社（Lóng Sập / 弄立）
- タンアン社（Tân Yên / 新安）